# ScopeArchiv
scopeArchiv ist eine Archivsoftware, die von staatlichen, kirchlichen und Wirtschaftsarchiven, Bibliotheken und Dokumentationsstellen in zehn Ländern eingesetzt wird.

## Entwicklungsgeschichte
Das Unternehmen Kilcher Information Systems entwickelte Geschäftsverwaltungssoftware für Großunternehmen und die öffentliche Verwaltung, vorwiegend in den Schweizer Kantonen Basel-Stadt und Zürich. Der Code ging an die Firma Scope Information Systems, welche im Rahmen des Projekts PRISMA des Staatsarchivs Basel-Stadt die modular aufgebaute Archivsoftware scopeArchiv entwickelte. 2000 gingen die Rechte an die Firma scope solutions ag über.

## Funktion
scopeArchiv ist eine modular aufgebaute und frei konfigurierbare Software. Sie deckt von der archivischen Erschließung bis zur Ausleihe durch Internetnutzer mittels des Moduls scopeQuery alle Arbeitsbereiche in einem Archiv ab. Die Standardlösung scopeArchiv befolgt die Archivstandards ISAD(G), ISAAR(CPF) und ISDIAH. Das System exportiert in den Formaten apeEAD (Europeana/APEx), EAD–DDB, OAI-PMH, XML, XLS sowie per SRU.
Die Anwendung ist in den Sprachen Arabisch, Deutsch, Englisch, Französisch, Holländisch, Rumänisch, Ungarisch und Slowenisch erhältlich und lässt sich zu den Suiten scopeOAIS und scopeBusiness erweitern.

## scopeOAIS
Die Software-Suite scopeOAIS (scopeArchiv, erweitert um die Module scopeQuery und scopeIngest) ermöglicht die Übernahme, Konversion, Speicherung und Wiedergabe digitaler Daten gemäß OAIS (ISO 20652). scopeOAIS funktioniert als Schnittstelle zwischen der Verzeichnungseinheit zu gängigen Repositories wie Fedora Repository, DIAS (Dynamic Inventory Analysis System), DigiTool u. a. scopeOAIS unterstützt sowohl Ingest als auch Preservation Workflows über unterschiedliche Datenbankprofile. scopeIngest übernimmt Submission Information packages (SIP). Diese SIP können über diverse Schnittstellen übernommen werden (ftp, http, fileshare). Die Pakete werden in einem Containerformat (.zip, .tar) angenommen.
scopeOAIS berücksichtigt Dublin Core, PREMIS, sowie die Ablieferungsstandards XDOMEA, XBARCH, XISADG und eCH–0160.